# Jadwiga Szoszler-Wilejto
Jadwiga Szoszler-Wilejto (22 de enero de 1949) es una deportista polaca que compitió en tiro con arco, en la modalidad de arco recurvo.
Ganó dos medallas en el Campeonato Mundial de Tiro con Arco al Aire Libre, en los años 1971 y 1977, y dos medallas en el Campeonato Europeo de Tiro con Arco al Aire Libre de 1978.

## Palmarés internacional
| Campeonato Mundial al Aire Libre | Campeonato Mundial al Aire Libre | Campeonato Mundial al Aire Libre | Campeonato Mundial al Aire Libre |
| Año                              | Lugar                            | Medalla                          | Prueba                           |
| -------------------------------- | -------------------------------- | -------------------------------- | -------------------------------- |
| 1971                             | York (Reino Unido)               | Medalla de oro                   | Equipo                           |
| 1977                             | Camberra (Australia)             | Medalla de plata                 | Individual                       |
| Campeonato Europeo al Aire Libre |                                  |                                  |                                  |
| Año                              | Lugar                            | Medalla                          | Prueba                           |
| 1978                             | Stoneleigh (Reino Unido)         | Medalla de plata                 | Equipo                           |
| 1978                             | Stoneleigh (Reino Unido)         | Medalla de bronce                | Individual                       |